# Okręg wyborczy Stamford
Okręg wyborczy Stamford powstał w 1295 r. Wysyłał do angielskiej Izby Gmin dwóch deputowanych. Okręg przestał istnieć w 1307 r. Utworzono go ponownie w 1467 r., ponownie jako okręg dwumandatowy. Mimo iż w XVIII w. prawo głosu w tym okręgu przysługiwało 500 elektorom, okręg był kontrolowany przez rodziny Bertiech i Cecilów. Był to okręg silnie torysowski. Pomiędzy 1801 a 1918 r. wybrano tylko dwóch deputowanych, którzy nie należeli do konserwatystów. Do 1874 r. podczas większości wyborów głosowania nie odbywały się, gdyż startowało tylko dwóch kandydatów. Okręg został utrzymany po reformie wyborczej 1832 r. Reforma 1867 r. zwiększyła liczbę uprawnionych do głosowania w okręgu, ale jednocześnie od 1868 r. stał się okręgiem jednomandatowym. W 1885 r. zlikwidowano Stamford jako okręg miejski tworząc na jego miejsce okręg ziemski zwany również Stamford. Okręg został zniesiony w 1918 r.

## Deputowani do brytyjskiej Izby Gmin z okręgu Stamford

### Deputowani w latach 1660-1868
- 1754–1761: John Harvey Thursby
- 1754–1761: Robert Barbor
- 1761–1765: John Chaplin
- 1761–1768: George Bridges Brudenell
- 1765–1774: George René Aufrère
- 1768–1796: George Howard
- 1774–1790: Henry Cecil
- 1790–1801: John Proby, 1. hrabia Carysford
- 1796–1808: John Leland, torysi
- 1801–1809: Albemarle Bertie, torysi
- 1808–1818: Evan Foulkes, torysi
- 1809–1812: Charles Chaplin Młodszy, torysi
- 1812–1818: John Henniker-Major, 2. baron Henniker, torysi
- 1818–1832: lord Thomas Cecil, torysi
- 1818–1826: William Henry Percy, torysi
- 1826–1831: Thomas Chaplin, torysi
- 1831–1832: Charles Tennyson d'Eyncourt, wigowie
- 1832–1838: Thomas Chaplin, Partia Konserwatywna
- 1832–1837: George Finch, Partia Konserwatywna
- 1837–1852: Charles Manners, markiz Granby, Partia Konserwatywna
- 1838–1847: George Clerk, Partia Konserwatywna
- 1847–1853: John Charles Herries, Partia Konserwatywna
- 1852–1858: Frederic Thesiger, Partia Konserwatywna
- 1853–1868: Robert Gascoyne-Cecil, wicehrabia Cranborne, Partia Konserwatywna
- 1858–1858: John Inglis, Partia Konserwatywna
- 1858–1866: Stafford Northcote, Partia Konserwatywna
- 1866–1868: John Charles Dalrymple Hay, Partia Konserwatywna
- 1868–1868: Charles Chetwynd-Talbot, wicehrabia Ingestre, Partia Konserwatywna
- 1868–1868: William Unwin Heygate, Partia Konserwatywna

### Deputowani w latach 1868-1918
- 1868–1880: John Charles Dalrymple Hay, Partia Konserwatywna
- 1880–1885: Marston Clarke Buszard, Partia Liberalna
- 1885–1890: John Compton Lawrance, Partia Konserwatywna
- 1890–1895: Henry Cust, Partia Konserwatywna
- 1895–1906: William Younger, Partia Konserwatywna
- 1906–1910: lord John Joicey-Cecil, Partia Konserwatywna
- 1910–1918: Claude Willoughby, Partia Konserwatywna